# Canistrum
Canistrum  es un género de planta fanerógamas de la familia Bromeliaceae. Es originario del este y sur de Brasil.

## Taxonomía
El género fue descrito por Charles Jacques Édouard Morren y publicado en La Belgique Horticole 23: 257. 1873. La especie tipo es: Canistrum aurantiacum E. Morren 
Etimología
Canistrum: nombre genérico que deriva del griego “kanistron” - una especie de canasta transportada en la cabeza)

## Especies
- Canistrum alagoanum Leme & J.A. Siqueira
- Canistrum aurantiacum E.Morren
- Canistrum ambiguum
- Canistrum auratum Leme
- Canistrum camacaense Martinelli & Leme
- Canistrum cyathiforme
- Canistrum flavipetalum
- Canistrum fosterianum L.B.Sm.
- Canistrum fragrans
- Canistrum giganteum
- Canistrum guzmanioides Leme
- Canistrum improcerum Leme & J.A. Siqueira
- Canistrum lanigerum H.Luther & Leme
- Canistrum montanum Leme
- Canistrum paulistanum
- Canistrum perplexum
- Canistrum pickelii (A.Lima & L.B.Sm.) Leme & J.A. Siqueira
- Canistrum sandrae Leme
- Canistrum seidelianum W.Weber
- Canistrum superbum
- Canistrum triangulare L.B.Sm. & Reitz